# Червінський Олександр Мойшевич
Червінський Олександр Мойшевич (Михайлович)  (*19 квітня 1938, Одеса) — радянський, російський письменник, драматург і сценарист. Заслужений діяч мистецтв РРФСР (1989). Син драматурга і сценариста М. А. Червінського.

## Біографія
Закінчив Московський архітектурний інститут (1961).
Біографічні дані з «Енциклопедії вітчізняного кіно»: Керував сценарною майстернею на Вищих курсах сценаристів і режисерів. Викладав на курсах ЮНЕСКО для молодих кінодраматургів країн третього світу. Читав лекційні курси з кінодраматургії в американських університетах.
У 1987—1988 роки — ведучий програми «Кінопанорама» (ЦТ).
У 1990—1991 рр.. — організатор та співголова Американо-радянського фестивалю кінодраматургів.
У 1989—1992 рр.. — Віце-президент Гільдії кінодраматургів Росії.
З 1993 р. живе і працює у США.
Автор п'єс, поставлених більш ніж в шістдесяти театрах Росії і за кордоном, в тому числі «Паперовий патефон» («Щастя моє…»), «Хрестики-нулики», «З полум'я і світла», «Поки все о'кей», «Відроджений Адам», «Ленінградець».
У 2004 році роман О. Червінського «Шишкин ліс» увійшов до шорт-листа премії «Національний бестселер».

## Фільмографія
Сценарист:
- «Звана вечеря» (1953, к/м, у співавт.)
- «Розшук триває» (1964, документальний)
- «Таємнича стіна» (1967)
- «Корона Російської імперії, або Знову невловимі» (1970—1971, у співавт. з Е. Кеосаяном)
- «Молоді» (1971)
- «Справи давно минулих днів...» (1972, у співавт. з Ю. Кларовим і А. Безугловим)
- «Чоловіки» (1972, у співавт.)
- «Виконуючий обов'язки (фільм)» (1973)
- «Спокуса» (1978)
- «А щастя поруч» (1978)
- «Вірою і правдою» (1979)
- «Уявний хворий» (1979, за однойменною п'єсою Ж.-Б.Мольєра)
- «Впізнай мене» (1979, у співавт. з А. Ініним, Кіностудія ім. О. Довженка)
- «Тема» (1979, у співавт. з Г. Панфіловим; Премія Спілки кінематографістів СРСР за найкращий сценарій секції кінодраматургів, 1986)
- «Блондинка за рогом» (1984)
- «Вогні» (1984, за мотивами оповідань А. П. Чехова)
- «Продовжись, продовжись, чарівністе…» (рос.) (1984, за мотивами повісті В. Перуанської «Кікімора»)
- «Напередодні» (1985, т/ф, спільне виробництво з Болгарією; у співавт. з М. Мащенком; Кіностудія ім. О. Довженка і Бояна (НРБ)
- «Вікторія» (1987, за п'єсою О. Червінського «Щастя моє…»)
- «Недільні прогулянки» (1987, кіноальманах; у співавт.)
- «Афганський злам» (1991, у співавт. з Л. Богачуком, М. Лещинським, А. Петровою)
- «Східний роман» (1992, у співавт.)
- «Ленінградець» (2006)
- «З полум'я і світла» (2006, т/ф)
- «Брати Карамазови» (2009, 12 с., екранізація однойменного роману Ф. М. Достоєвського)
- «На сонячному боці вулиці» (2010, т/с)
- «„Кедр“ пронизує небо» (2011, т/с, у спыіавт.)